# Старк (Нью-Йорк)
Старк (англ. Stark) — місто (англ. town) в США, в окрузі Геркаймер штату Нью-Йорк. Населення — 714 особи (2020).

## Демографія
Згідно з переписом 2010 року, у місті мешкало 757 осіб у 277 домогосподарствах у складі 208 родин. Було 338 помешкань
Расовий склад населення:
| - 96,6 % — білих - 1,1 % — корінних американців - 0,8 % — чорних або афроамериканців - 0,1 % — азіатів |

До двох чи більше рас належало 0,5 %. Частка іспаномовних становила 1,6 % від усіх жителів.
За віковим діапазоном населення розподілялося таким чином: 24,6 % — особи молодші 18 років, 60,6 % — особи у віці 18—64 років, 14,8 % — особи у віці 65 років та старші. Медіана віку мешканця становила 41,4 року. На 100 осіб жіночої статі у місті припадало 112,6 чоловіків;  на 100 жінок у віці від 18 років та старших — 108,4 чоловіків також старших 18 років.
Середній дохід на одне домашнє господарство  становив 62 775 доларів США (медіана — 54 028), а середній дохід на одну сім'ю — 71 018 доларів (медіана — 56 667). Медіана доходів становила 41 765 доларів для чоловіків та 31 750 доларів для жінок. За межею бідності перебувало 5,7 % осіб, у тому числі 3,5 % дітей у віці до 18 років та 12,3 % осіб у віці 65 років та старших.
Цивільне працевлаштоване населення становило 381 особа. Основні галузі зайнятості: освіта, охорона здоров'я та соціальна допомога — 26,0 %, виробництво — 16,5 %, будівництво — 15,2 %.